# C-12: Final Resistance
C-12: Final Resistance (stylisé en (c-12): Final Resistance) est un jeu vidéo de tir à la troisième personne développé par SCE Studio Cambridge sur console PlayStation. Il est publié le 6 avril 2001 en Europe et le 22 juillet 2002 en Amérique du Nord. Il est aussi publié en twin pack avec MediEvil en 2003.

## Système de jeu
Le scénario du jeu se centre sur un futur dans lequel des extra-terrestres ont envahi la Terre afin de s'emparer du carbone (C-12 étant une référence au Carbon 12). Le joueur incarne le lieutenant Riley Vaughan, un soldat cybernétique, membre de la résistance. Le joueur se déplace lors de missions jouées à la troisième personne, tuant des aliens et cyborgs, collectant des armes et clés.

## Accueil
C-12: Final Resistance est accueilli d'une manière mitigée sur l'agrégateur Metacritic avec une moyenne générale de 63 %.
GameSpot considère le jeu comme largement inspiré de Syphon Filter. La rédaction ne sera pas impressionné par le système de combat et de caméra, mais prônera les graphismes, bien réalisé au vu des limitations du moteur graphique.

## Postérité
En 2018, la rédaction du site Den of Geek mentionne le jeu en 48e position d'un top 60 des jeux PlayStation sous-estimés : « L'histoire de (c-12) Final Resistance laisse un peu à désirer, mais le jeu proprement dit est très bon, et visuellement impressionnant pour la PS1. »